# Arzew
Arzew   este un oraș  în nordul Algeriei, în provincia  Oran. Port la Marea Mediterană.